# Menthonnex-en-Bornes
Menthonnex-en-Bornes è un comune francese di 893 abitanti situato nel dipartimento dell'Alta Savoia della regione dell'Alvernia-Rodano-Alpi.

## Società

### Evoluzione demografica
Abitanti censiti